# 2013年喀什地区“8·20”暴力恐怖团伙案
喀什“8·20”暴力恐怖团伙案是2013年8月20日发生在新疆维吾尔自治区喀什地区的一系列冲突。

## 中国媒体报道
中国媒体报道较少，只是人民网等网站转载喀什日报报道，称“8月25日，闫小飞同志追悼会在喀什殡仪馆隆重举行”，介绍了“2013年8月20日，闫小飞同志在参与处置一起暴力恐怖团伙案件时不幸壮烈牺牲，年仅32岁。”“闫小飞，四川温江人，1981年9月出生，1999年12月进入武警新疆总队第一支队服役......生前任地区公安局特警支队特战大队副大队长，二级警司警衔。”等，没有具体过程。

## 海外报道
美国媒体报道，新疆喀什叶城县依力克其乡发生流血冲突，一些人被指制造炸弹，发动恐怖袭击。多人在冲突中丧生，其中包括一名警察。后来又详细报道，当时二十多名维吾尔人在一间房子内进行祈祷，警方向屋内开枪射击，22人被击毙，4人被逮捕。警方事后用黑色袋子装尸体运走。

## 相关事件
人民网引述喀什地区政法委的报道，8月21日，莎车县、英吉沙县两地法院对六起煽动民族仇恨、民族歧视和从事非法宗教活动犯罪案件一审公开宣判。努尔艾力·阿布都热西提等9名被告人分别被判处有期徒刑。
喀什泽普县奎依巴格镇8月23日发生流血事件。当天白天，二十多名维吾尔族人在地上进行挖掘，进行训练和制造爆炸物。在组装火箭炮时意外走火，被军警的直升机发现，近百名武警向训练者射击，至少12人当场死亡，多人受伤。
9月26日以后的三个星期内，中国警方在新疆喀什地区莎车县共采取5次行动，两次是在莎车县的乌达力克乡、两次在托木乌斯塘乡，一次在英吾斯塘乡。总共杀死至少15名恐怖分子，拘捕大约100人。9月26日被拘捕的两位嫌疑人承认，这个分离主义团体有20名成员，计划制造100枚炸弹，想在“十一”国庆期间袭击当地公安局和政府办公大楼。已有11人被打死，4人被捕。截止到9月25号，计划制造100枚炸弹的嫌疑人已经制造了89枚。警方在9月26日没收了62枚。警方还在搜捕另外5个嫌疑人，并寻找另外27枚炸弹。中国官方派特警队在半夜或者凌晨展开行动的。上级下达的密令是只留下一两个嫌疑人审讯，其他人要全部当场击毙。当地警察只是到了嫌疑人的藏身之处，但没有直接实施具体抓捕或射杀行动。